# Mowag Duro

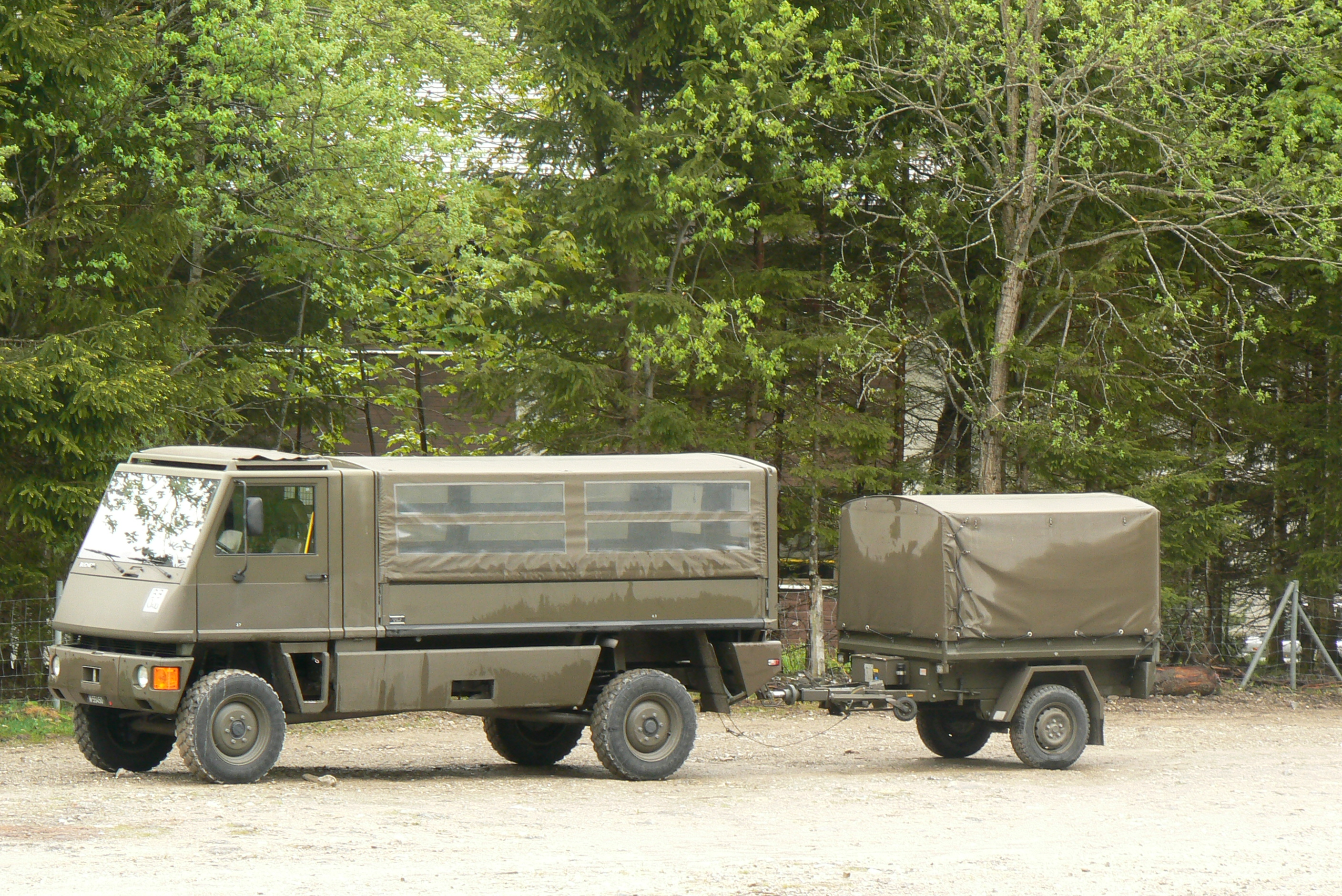
Duro mit Anhänger

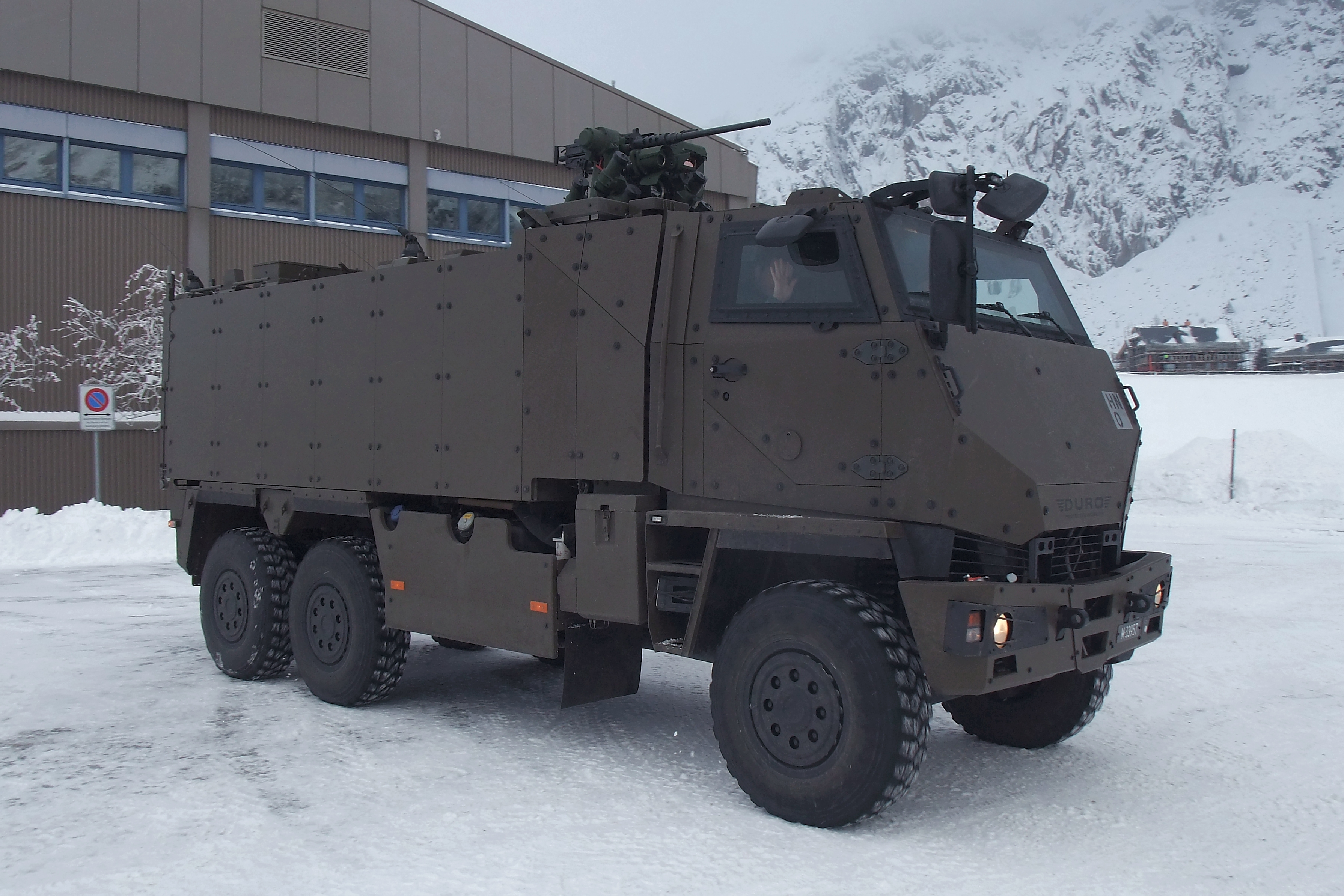
Geschützter Duro IIIP

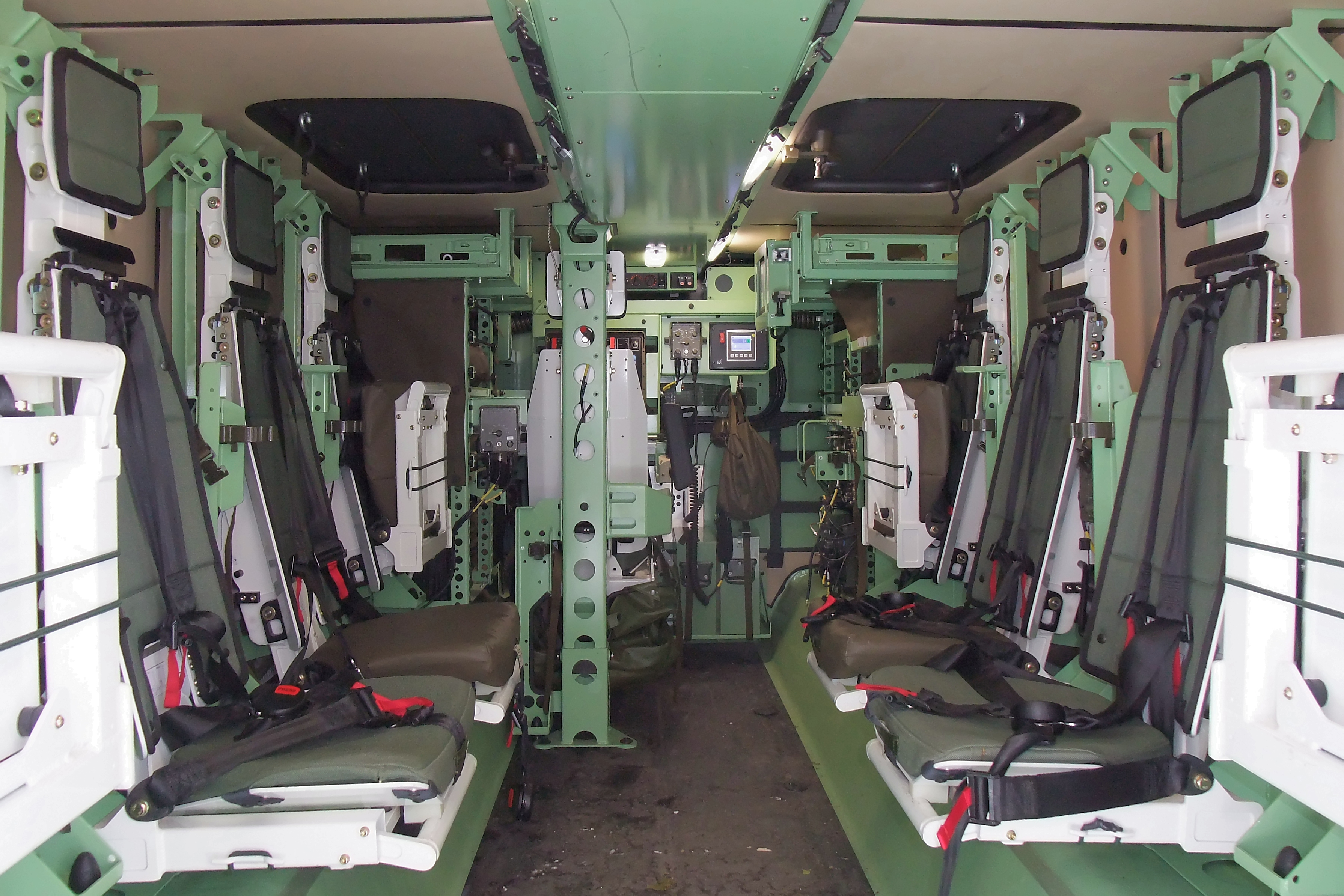
Innenansicht Duro IIIP

Der Mowag Duro ist ein geländegängiges, ungepanzertes oder geschütztes militärisches Fahrzeug des Schweizer Herstellers Mowag.

## Entwicklung
Der Duro wurde auf eine Ausschreibung der Schweizer Armee von der Bucher-Guyer AG entwickelt und konnte sich auch gegen einen konkurrierenden Entwurf von Mowag durchsetzen. Im Zuge einer Umstrukturierung bei Bucher-Guyer wurde die Duro-Fertigung an Mowag übergeben. Dies war auch im Interesse der Schweizer Armee, die ohnehin schon Fahrzeuge von Mowag bezog und die Konzentration der Fahrzeugbeschaffung auf wenige Hersteller bevorzugt.
Der Name Duro steht für DUrabel (dauerhaft) und RObust. Das Fahrzeug wird verwendet als Mannschaftstransporter, Kommandofahrzeug, Logistik-, Ambulanz-, Gerätefahrzeug und als Startfahrzeug für die Drohne ADS 95. Die Duros werden von der Schweizer Armee, der OSZE und dem britischen Heer eingesetzt.
Aufgrund des Swisscoy-Einsatzes forderte die Schweizer Armee geschützte Duros. Diese wurden wiederum in den Versionen 4×4 und 6×6 angeboten, wahlweise mit einem Wechselaufbau, einer Ladepritsche oder einem festen gepanzerten Aufbau. Die Schweizer Armee kaufte geschützte Duros in der 6×6-Version als Mannschaftstransporter und als Ambulanzfahrzeug, aus dieser Vorgabe wurde zudem eine Version als Wertsachentransporter abgeleitet. Unter dem Namen Rheinmetall YAK war das Fahrzeug bei der Bundeswehr als Truppentransporter, Feldjägerfahrzeug (Militärpolizei) und Ambulanz vornehmlich in Afghanistan im Einsatz.

## Varianten

### Militärisch

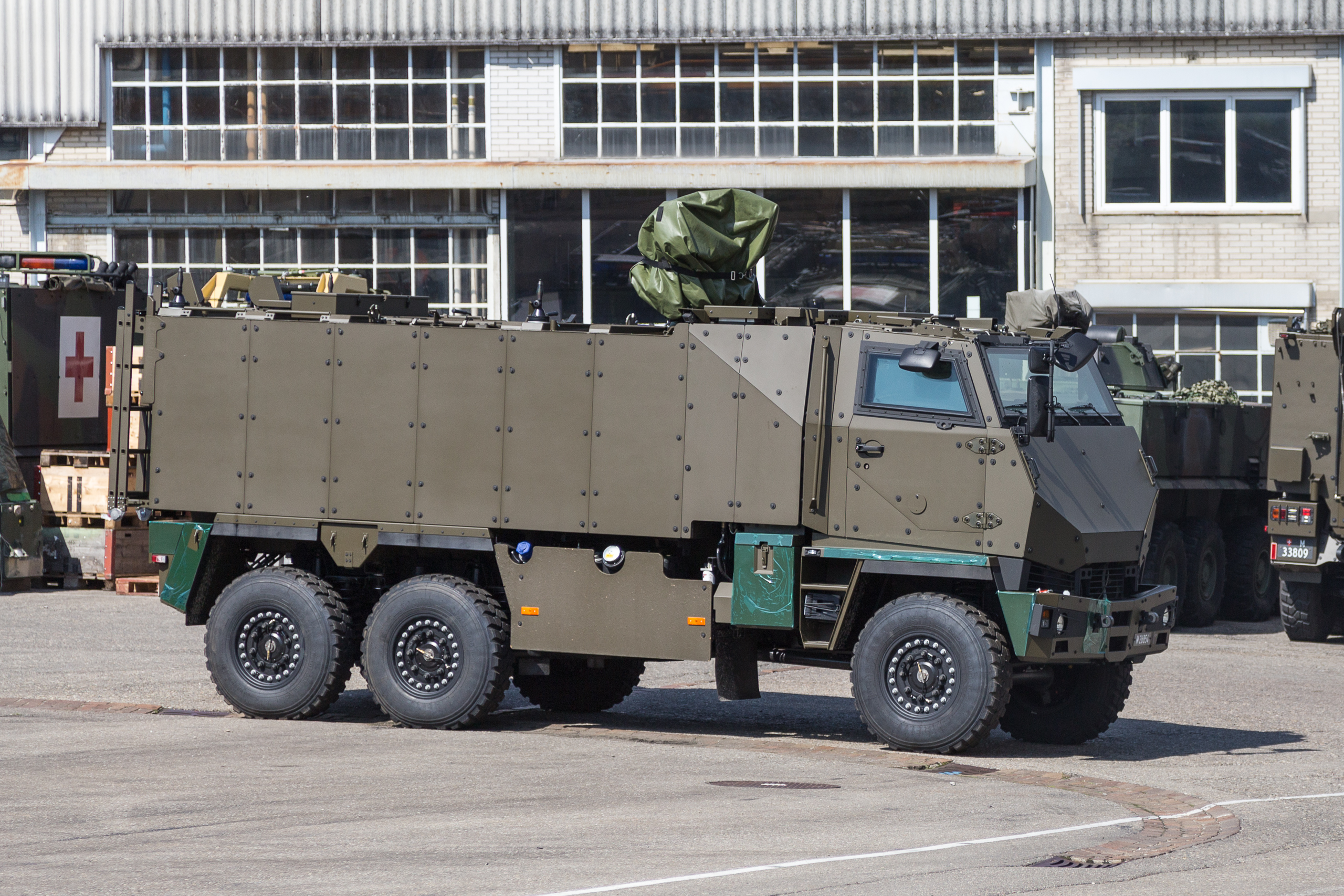
MOWAG Duro IIIP für die Schweizer Armee

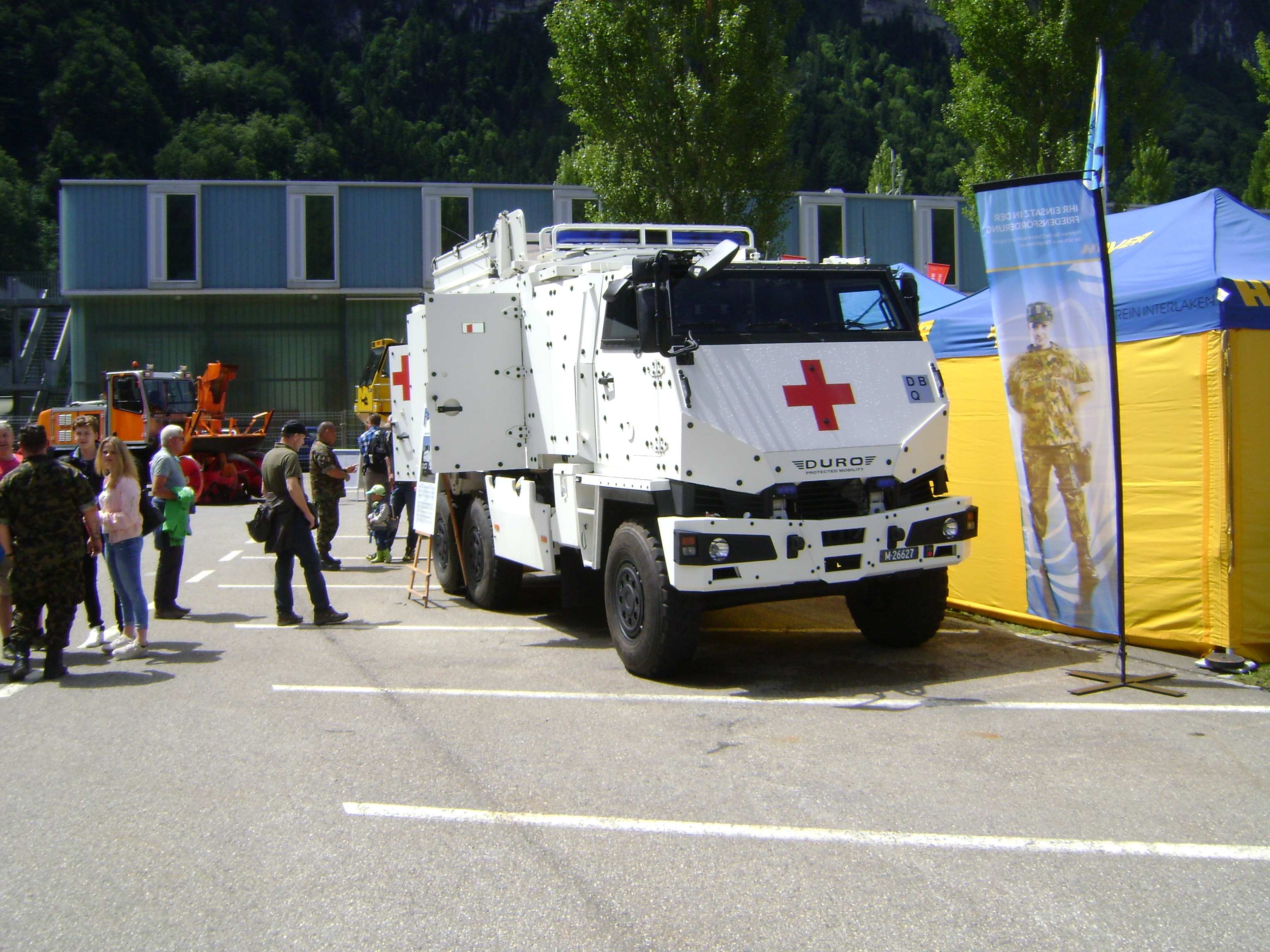
MOWAG Duro IIIP Ambulanz der Swissint

Nutzer der geschützten Duroversion in der 6×6-Ausführung:
- Schweizer Armee
- Bundeswehr
- Interventionseinheit Skorpion (Stadtpolizei Zürich)

In der geschützten Ausführung bietet er ballistischen Schutz und integrierten Minen- sowie ABC-Schutz. Der Duro ist als Zweiachser (4×4) und Dreiachser (6×6) mit höherer Nutzlast erhältlich. In der zweiachsigen Variante bietet er Platz für bis zu 20 Besatzungsmitglieder.
Der Duro IIIP ist eine gepanzerte 6×6-Version des Duros, die in der Schweizer Armee auch als DURO GMTF bezeichnet wird und wahlweise mit einem ferngelenkten Maschinengewehr und Nebelwerfer ausgerüstet werden kann. In der Schweizer Armee ist der Duro IIIP als gepanzerter Truppentransporter und als ABC-Nachweisfahrzeug im Einsatz.
Weiter gibt es die Variante GSANF als gepanzertes Sanitätsfahrzeug, welche seit 2015 im Truppeneinsatz stehen, die Schweizer Armee besitzt 4 Stück davon.
Dänemark hat den Duro IIIP als Sanitätsfahrzeug für Einsätze in Afghanistan bestellt.
Die deutsche Bundeswehr beschaffte im Jahr 2004 zunächst 30 der dreiachsigen geschützten Mehrzweckfahrzeuge und führt diese unter der Bezeichnung DURO 3. Neben 12 Fahrzeugen für den Zentralen Sanitätsdienst, vier Feldjägerfahrzeugen und vier Fahrzeugen als Bodenkontrolle sowie Start/Landetruppfahrzeug für die Luna-Aufklärungsdrohnen wurden dem Einsatzverband in Afghanistan zehn Transporter für die Kampfmittelbeseitigung (EOD) durch den deutschen Generalunternehmer Rheinmetall Landsysteme GmbH übergeben. Darüber hinaus wurden im Jahr 2005 weitere 100 Fahrzeuge als Transportfahrzeuge mit weitreichenden baulichen Veränderungen bestellt. Die Einheiten des zweiten Bauloses verfügen über einen verbesserten ballistischen Schutz, integrierten Schutz gegen Minen bzw. IED, ABC-Schutz und haben Platz für bis zu zehn Personen. Die Auslieferung dieser unter dem Namen YAK eingeführten Fahrzeuge erfolgte in den Jahren 2006 bis 2009.
Die Bundeswehr hat bis zum Jahr 2017 insgesamt 175 Systeme DURO/YAK beschafft.
Von diesen 175 Fahrzeugen wurden 12 YAK zu mobilen geschützten Fernmeldeaufklärungsfahrzeugen (MoGeFA) umgerüstet. MoGeFA wird in Trupps zu drei Fahrzeugen in den vier Bataillonen für Elektronische Kampfführung des Kommando Strategische Aufklärung eingesetzt, um das gesamte elektronische Spektrum zu erfassen. MoGeFA erfüllt am Boden eine ähnliche Aufgabe wie das geplante luftgestützte System ISIS (Integrated SIGINT System). Die Auslieferung erfolgte bis April 2021.

### Zivil
Der Duro 4×4 und 6×6 wurde auch in verschiedenen Konfigurationen als Feuerwehrfahrzeug angeboten:
- Einsatzfahrzeug für bis zu 16 Feuerwehrleute
- Schlauchverlegefahrzeug mit 2 × 1000 m Schlauchmaterial
- Kleinlöschfahrzeug mit 800-l-Löschtank
- Tanklöschfahrzeug mit 800-l-Wassertank und 100 l Schaummittel

Diese Fahrzeuge sind bei verschiedenen Feuerwehreinheiten in der Schweiz im Einsatz, so z. B. bei der Feuerwehr Bern.
In den 1990er-Jahren wurden Überlegungen angestellt, den Duro bei den Feuerwehren im Gebiet der ehemaligen DDR als Ersatz für den Robur LO einzuführen. Robur und Duro haben vergleichbare Aussenabmessungen, so dass an den vorhandenen Feuerwehrhäusern keine bauliche Massnahmen für neue Fahrzeuge erforderlich wären. Die Umsetzung scheiterte jedoch am Anschaffungspreis des Duro, der die Finanzkraft der Feuerwehren überstieg.
Der 4×4 Duro wurde auch als Nutzfahrzeug für die Kommunen und Gemeinden angeboten, als Kipplader oder mit festem Aluminiumaufbau als Servicewagen, jedoch kam es zu keinen nennenswerten Verkäufen. Auch in der Konfiguration als ziviler Krankenwagen kam es zu keinen Erfolgen.
Eine geringe Anzahl Fahrzeuge befindet sich, meist als Expeditionsfahrzeug ausgestattet, in Privatbesitz. Sie wurden von zivilen Unternehmen oder Privatpersonen als Offroadwohnmobile, Expeditionsreisebus und Expeditionsfahrzeug auf der Basis von 4×4 und 6×6 Duros umgebaut.

## Technische Daten
| Technische Daten      | Duro III 6x6 |
| --------------------- | --- |
| Leistung              | 184 kW (245 PS) |
| Motor                 | Cummins 5,9-l-6-Zylinder, Turbo-Diesel (Reihe) |
| Höchstgeschwindigkeit | 100 km/h |
| Antriebsstrang        | 6-Gang-Allison-Transmission-Automatik 2500SP (5 Vorwärts-, 1 Rückwärtsgang), Reduziergetriebe, Torsen-Differentiale |
| Gewicht (leer)        | 7 Tonnen |
| Nutzlast              | 6 Tonnen |
| Basisausrüstung       | Klimaanlage, Fahrzeug-Informationssystem, Reifen mit Notlaufeinlagen, Can-Bus-System, Vorwärmanlage |
| Optionale Ausrüstung  | Seilwinde, zentrales Reifendruck-Reguliersystem (CTIS), ABC-Überdrucksystem, Zusatzpanzerung für erhöhten ballistischen Schutz bis Stufe 3, IED-Schutz, kundenspezifische C4ISTAR-Waffen und andere Systeme, Schneeketten, EURO-V-Motor, Anhängerkupplung, verschiedene geschützte Aufbauten |

## Nutzer
- Schweiz
- Deutschland
- Dänemark
- Irland
- Venezuela
- Vereinigtes Königreich